# مات براون (سياسي أسترالي)
مات براون (بالإنجليزية: Matt Brown)‏ هو سياسي أسترالي، ولد في 10 مارس 1972. حزبياً، نشط في حزب العمال الأسترالي. وقد انتخب عضو الجمعية التشريعية نيو ساوث ويلز.